# ردای خانقاهی

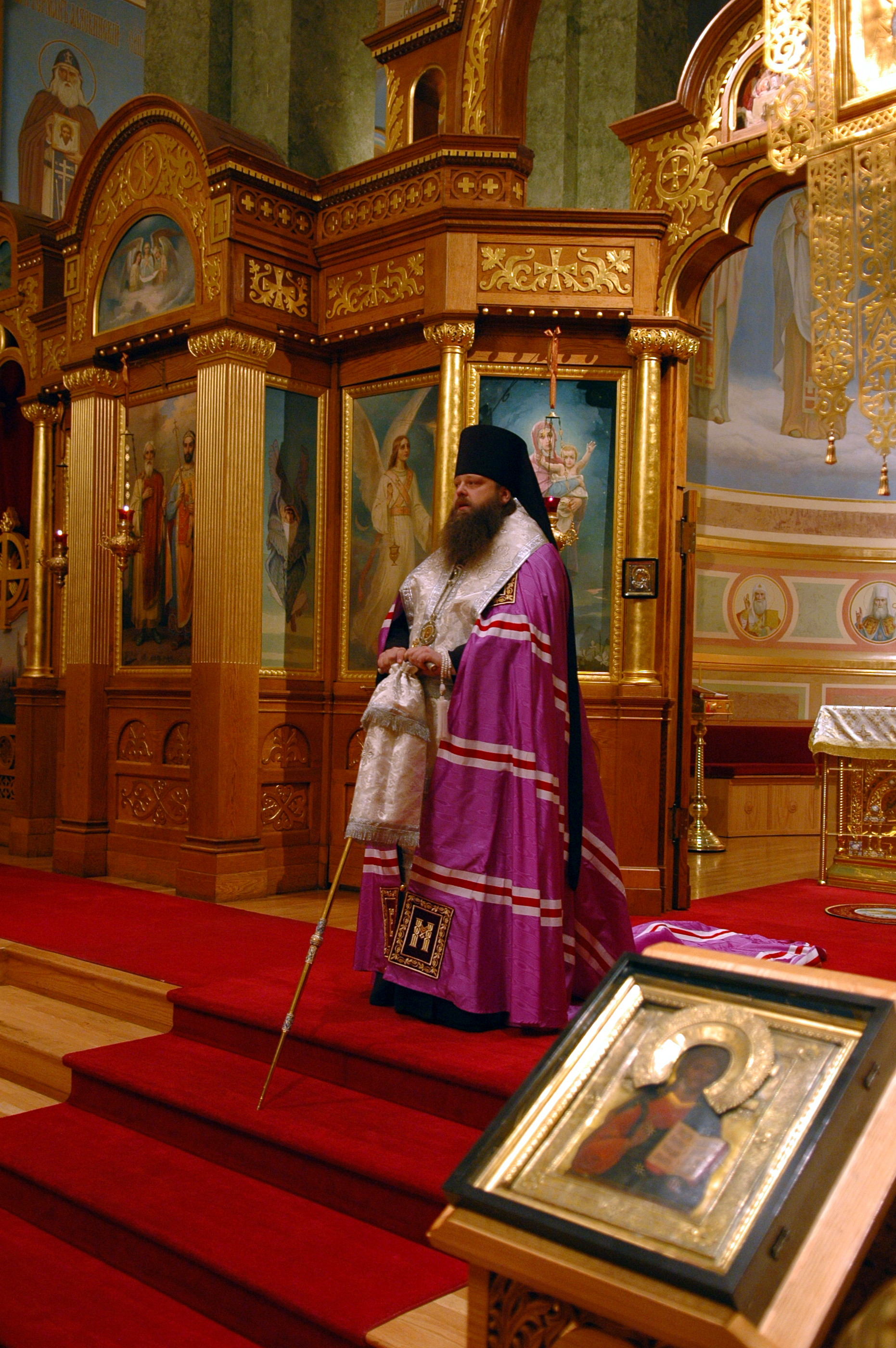
اسقف مرکوریوس زارایسک با لباس اسقفی (کلیسای جامع ارتدکس روسی سنت نیکلاس، منهتن)

یک رَدای خانقاهی یا رَدای رُهبانی (یونانی کوینه: μανδύας، آوانگاری: mandyas اسلاوی کلیسایی: мантия) جامه‌ای است کلیسایی به شکل شنل بسیار پوشیده که تا کف اتاق کشیده می‌شود و در گردن به هم متصل می‌شود و روی لباس‌های بیرونی می‌پوشند. مخصوصاً در مورد الیاس، احتمالاً این یک تالیت بود، یک لباس عبری که حواشی را در خود جای داده بود که امروزه هنوز دیده می‌شود و در عهد جدید در «پاچه جامه او» نیز ترجمه شده‌است. همچنین این احتمال وجود دارد که لباس‌های کلیسایی دیگر در ابتدا بر اساس این لباس بوده باشد.

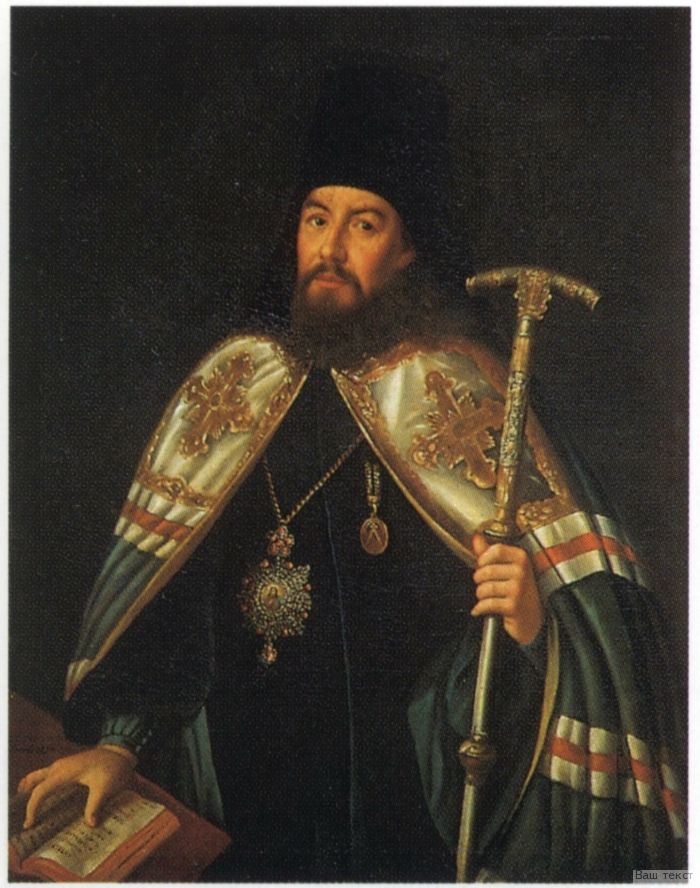
پرتره اسقف اعظم گابریل (پتروف) با ماندیاس اسقفی (الکسی آندروپوف، ۱۷۷۴، موزه دولتی روسیه، سنت پترزبورگ).

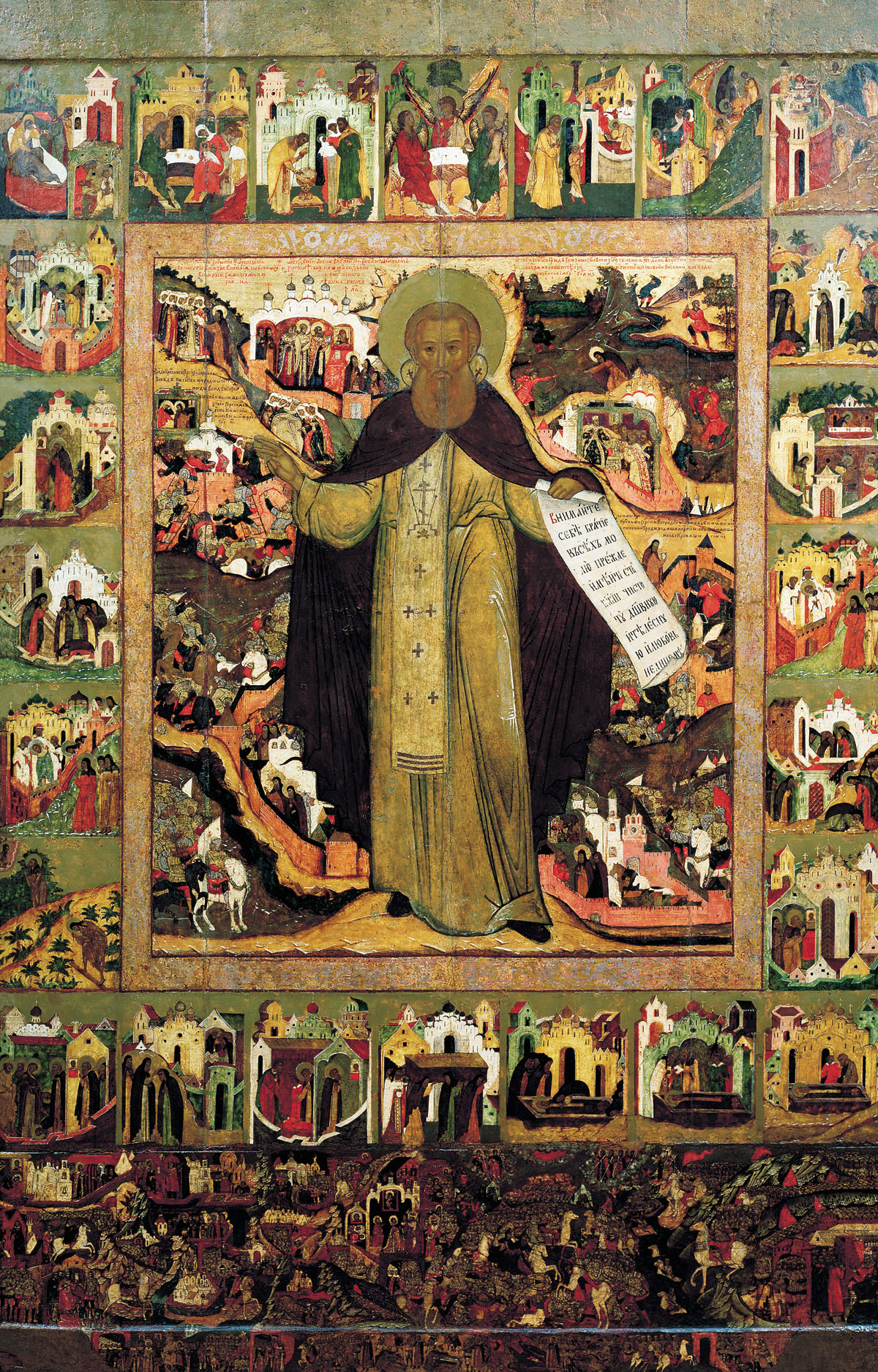
نماد قدیس سرگیوس رادونژ با لباس ردای رهبانی سیاه.